# Некрасова-Попова, Вера Александровна
Вера Александровна Некрасова-Попова (20 июля [2 августа] 1903, Чита — не ранее 1977) — советский учёный, доктор химических наук, профессор, депутат Верховного Совета РСФСР 2-го созыва.

## Биография
Родилась 20 июля (2 августа) 1903 года в городе Чите, Забайкальская область в семье служащего управления Китайско-Восточной железной дороги. После переезда с родителями в город Вятка окончила в 1923 году школу второй ступени (бывшая 1-я Пермская мужская гимназия). Преподавала химию в Пермском промышленно-экономическом техникуме, одновременно обучалась на медицинском факультете Пермского государственного университета. 
После окончания университета в 1928 году работала в Пермском химико-технологическом техникуме старшим ассистентом кафедры фармацевтической химии и технологии жиров. С 1931 года проживала в городе Симферополь. Работала старшим ассистентом кафедры органической химии Крымского медицинского института до 1945 года. В 1941—1944 годах в эвакуации в городе Кзыл-Орде в Казахстане, кандидат химических наук (1943). Заведовала кафедрой органической, физической и коллоидной химии Крымского сельскохозяйственного института им. М. И. Калинина до 1961 года. Одновременно в 1948—1951 годах являлась старшим научным сотрудником Крымского филиала АН СССР. Доктор химических наук (1951), профессор.
Занималась общественной деятельностью, избиралась депутатом Верховного Совета РСФСР 2-го созыва (1947—1951) от Крымской области, Симферопольского городского Совета. Состояла членом Всесоюзного химического общества им. Д. И. Менделеева.
Скончалась не ранее 1977 года.

## Научная деятельность
В эвакуации в Кзыл-Орде, супруги Поповы создают лабораторию по получению из отходов рисового производства фармакологического препарата фитина, применение которого в военных госпиталях способствовало более ускоренному выздоровлению раненых и больных красноармейцев. Кандидатская диссертация на тему «Окисление спиртов кислородом воздуха в присутствии окислов азота», которая была успешно защищена в 1943 году. Докторская диссертация «Исследование в области каталитического алкилирования аммиака галоидопроизводными углеводородов алифатического и алициклического рядов», выполнена под руководством крупного советского химика-органика, академика Н. Д. Зелинского и успешно защищена в 1951 году.
2 авторских свидетельства на изобретения: «Способ каталитического синтеза аминов через промежуточное хлорирование отдельных фракций бензинов прямой гонки» (1950) и «Способ получения моно- и дигалоидпроизводных гептана» (совместно с Н. Д. Зелинским, 1953).

## Награды
Награждена орденом Ленина (1953), медалью «За доблестный труд в Великой Отечественной войне 1941—1945 гг.» и юбилейной медалью «Тридцать лет Победы в Великой Отечественной войне 1941—1945 гг.».

## Семья
- Муж — Попов Михаил Александрович, заведующим кафедрой органической, физической и коллоидной химии Крымского медицинского института, доктор химических наук, профессор[2].

## Примечание
1. 1 2 3 4 5  Корляков по материалам ГАПК. Некрасова-Попова Вера Александровна. ЗАБЫТЫЕ ИМЕНА ПЕРМСКОЙ ГУБЕРНИИ (25 ноября 2018).
2. 1 2 3  Раупова Р. И., Юнси С. И. Р. Вклад четы Поповых в Победу советского народа в Великой Отечественной войне // В ритме жизни Медицинской Академии. — 2020. — Июнь. Архивировано 10 августа 2020 года.
3. 1 2 3 4  Рогожников С. И. Вера Александровна Некрасова – известный советский химик-органик, доктор химических наук, кавалер ордена Ленина // Вестник Пермского университета. Химия. — 2016. — № 4 (24). — С. 20—29. Архивировано 1 апреля 2022 года.